# Personalizem
Personalizem je širok pojem, ki se navezuje na filozofske, etične, politične in tudi teološke smeri različnih avtorjev dvajsetega stoletja, kot so Emmanuel Mounier, Jacques Maritain, Max Scheler, Edith Stein, Karel Wojtyla. Skupno jim je to, da v ospredje postavljajo vrednost novoveško pojmovane osebe.
Poleg razumevanja osebe kot brezpogojne vrednote lahko skupne točke pod personalistično oznako spadajo tudi vprašanja o dostojanstvu, subjektivnosti, avtonomnosti, medosebnih oz. skupnostnih odnosih in tudi o telesnem in spolnosti.
Personalizem išče pot med kolektivizmom, v katerega je posameznik absorbiran, in individualizmom, ki prinaša atomizacijo družbe in defenzivno, odtujeno izolacijo v medosebnih odnosih. Terja namreč družbeno ureditev, ki osebo kot moralnega subjekta absolutno spoštuje.

## Opredelitev in glavne značilnosti
Personalistična misel sloni na ekskluzivnosti osebe in človeške vrste nasploh, kar ima sicer dolgo tradicijo v klasičnem filozofsko-antropološkem pogledu na človeka. Oseba mora vedno biti le cilj in ne sredstvo. Ali v Kantovih besedah:
Umna bitja [se] imenujejo osebe, ker jih že njihova narava odlikuje kot smoter na sebi, se pravi kot nekaj, kar se ne sme uporabljati samo kot sredstvo.
Posledica tega je po eni strani zahteva po spoštovanju dostojanstva vsake osebe, po drugi pa ločitev oseb od stvari, katerih vrednost je zgolj relativna.
Objektivni, kozmološki pogled na človeka kot na žival s ključno distinkcijo, ki je razum, kot je opredelil že Aristotel, je po personalizmu pravilen, toda nezadosten. Za razlago človekove subjektivnosti, ki se kaže kot afektivnost, zavedanje, zmožnost svobodnih dejanj in samodeterminacije, personalizem sega v nematerialno dimenzijo in prvinsko edinstvenost posameznika, ki se ga ne more zreducirati na naravni svet. Oseba je vedno "nekdo", ne "nekaj", zato je ravnati do osebe bistveno drugačno od ravnati do katere koli druge stvarnosti. Oseba je objekt, a hkrati subjekt, ne glede na starost, sposobnosti in značilnosti.
Personalizem človeka razume kot družbeno bitje. Nikoli namreč ne obstaja v osami, poleg tega pa se lahko izpopolnjuje le v skupnosti z drugimi osebami. Medosebni odnosi ne predstavljajo dodane vrednosti, temveč so temeljnega pomena. Medtem ko oseba v družbi in ožji skupnosti ostaja posameznik, ki si lasti samega sebe, to ne implicira izolacije, temveč posebno razpoložljivost, da se drugemu svobodno, nenavezano razda. Človek je po personalizmu bitje, ki živi z drugimi in za druge, in poklican je, da po svojih dejanjih, ki jih najbolj obvlada, vpliva in oblikuje svet okoli sebe. Ravno v prostovoljnem služenju, podaritvi samega sebe iz ljubezni, človek v personalistični misli dosega cilj, ki je lasten osebi.
Epistemološko personalizem korenini na filozofskem realizmu. Potrjuje človekovo zmožnost poznavanja objektivne stvarnosti, obstoječe neodvisno od njega, ne da bi bila ob spoznavanju bistveno deformirana. Zavzema položaj sredi skrajnega objektivizma in subjektivizma, kar potrjuje izkušnja intersubjektivnosti, kolikor lahko svoje znanje primerjamo z drugimi in ga dopolnjujemo.
Na splošno je metoda personalistov ontološka analiza stvarnosti, osnovana na konceptu izkušnje, ki istočasno zajema objektivne in subjektivne elemente. Objektivni prihajajo iz poznavanja in zaznavanja sveta kot zunanjega subjektu, subjektivni pa iz percepcije samega sebe, notranjega sveta, ki ni izvedljiv na nič zunanjega v objektivnem smislu.

## Francoski personalizem
Francoski personalizem se je oblikoval okoli revije Esprit (Duh), ki jo je ustanovil Emmanuel Mournier (1905–1950). Pri njej so sodelovali Jacques Maritain, Jean Lacroix, Gabriel Marcel, Paul Ricoeur in drugi.

### Emmanuel Mournier
Mournier, ustanovitelj francoske revije in avtor del, kot so Personalistična in komunitarijanska revolucija (1934) ter Manifest v službi personalizma (1936), velja za enega temeljnih predstavnikov te filozofske misli. Za komunitarijanskega personalista, usmerjenega v dejanje, praxis, ga označi Juan Manuel Burgos. Francoz svoj pogled na personalizem predstavi v Manifestu, kjer zapiše:
Za nas je personalizem samo pomenljivo geslo, udobna oznaka za različne nauke, ki pa lahko v zgodovinski situaciji, v katero smo postavljeni, pridejo do soglasja o osnovnih, fizičnih in metafizičnih pogojih nove civilizacije. […] Zato moramo govoriti o personalizmih v množini.
Odrekati nekomu najvišje človeške možnosti ali ga zožiti na predmet ali sredstvo, kot da bi obupali na njem, Mounierju pomeni greh proti osebi. Za človeka pravi, da ne more imeti duševnega življenja, ki bi bilo ločeno od telesnega, popolnoma je »telo« in popolnoma »duh«. S telesom je postavljen v naravo in njegovo telo je tam, kjer je tudi on sam. Narava ni zlo, je pa kot prostor brezosebnega in objektivnega prostor odtujitve.
V osebi se povezuje celostni prostor človeka in v njej je napetost med tremi razsežnostmi: med to, ki osebo zadržuje v snovnosti, tisto, ki jo vodi v širino v občestvo, in ono, ki jo usmerja k univerzalnemu navzgor. Oseba je utelešena in snovnosti po mnenju Mounierja ne more ubežati, temveč jo mora preobraziti; v kontemplaciji mora najti svojo poklicanost, svoje mesto in naloge v občestvu, ki jih uresničuje z razdajanjem drugim. Tri razsežnosti osebe so torej utelešenost, poklicanost in občestvenost.

Burgos opisuje, da je Mounier personalizem sprva razumel kot družbeno in intelektualno gibanje, ki neposredno terja radikalne družbeno-kulturne spremembe, osnovane na duhovni presnovi in osebnostni osvoboditvi. Harmonijo celostne osebe lahko po Mounierju namreč človek doseže, ko se odloči za zavzeto dejanje, angažma, čeprav to do določene mere pomeni sprejetje napak. Personalizma si brez tega ne predstavlja:
Ni dovolj reči: oseba, skupnost, ves človek itd., treba je reči tudi: konec zahodnega meščanstva, nastop socialističnih struktur.
Po drugi strani dodaja, da gre za občutljive zahteve, ki jih revolucionarni sunki nedvomno ogrožajo, in na prvo mesto postavlja ljudsko demokracijo. Popolnega človeka dejanja razume kot nekoga, ki uravnava in povezuje teorijo in prakso, preroškost in politično, obenem pa ohranja samostojnost.
Zavzema se za družbo, ki bi temeljila na humanih dejanjih in navaja primere, kot so: da oseba stopi iz sebe in postane razpoložljiva drugim, da skuša razumeti, se postaviti na stališče drugega in v sočutju prevzeti njegove skrbi, da velikodušno in brez pričakovanih koristi daje in da oseba ravna zvesto. Zvestoba pa za Mounierja ne predstavlja enoličnega ponavljanja v nekem odnosu, temveč dialektiko sobivanja, torej nekaj bogatega, ustvarjalnega.

## Poljski personalizem
Po drugi svetovni vojni so na Poljskem pod sovjetsko oblastjo vzniknili novi miselni tokovi, ki so bili blizu personalizmu, da bi tekmovali z marksistično antropologijo. Pojavil se je katoliški tednikTygodnik Powszechny, francoski Esprit pa je navdihnil ustanovitev revije Znak in ob njej se je oblikovalo ustvarjalno intelektualno gibanje, katerega del je bil tudi Karel Wojtyla, vodilni teoretik krščanskega oz. tomističnega personalizma. Poleg njega se omenjata tudi njegova profesorska kolega Katoliške univerze v Lublinu, Wincenty Granat in Czesław Bartnik.

### Karel Wojtyla
Študij etike (zlasti Akvinskega, Kanta, Huma in Schelerja) je Wojtylo postopoma privedel do prvega večjega izvirnega dela, Ljubezen in odgovornost (1960), tri leta, preden je bil imenovan za krakovskega nadškofa. V njej razmišlja o strukturi človeške ljubezni, v kateri skuša z vidika personalizma in fenomenologije preoblikovati okvir klasične aristotelsko-tomistične filozofije v novo antropološko sintezo.
"Oseba je vrsta bitja, do katere ustrezen in zrel odnos je samo ljubezen."
Tako se glasi njegovo personalistično načelo, kot ga sam imenuje, in zajema tudi spoštovanje in pravičnost, ki sta postavljena nad naravno težnjo po užitku oz. videnje osebe zgolj kot sredstvo za dosego tega užitka.
Subjekta k ravnanju v skladu objektivno normo privede vest, toda medtem ko ima obligacija oz. dolžnost norme vedno na sebi negativno vrednost, se ob informiranem dejanju volje kaže na pozitiven in ustvarjalen način. Na ravni dejanj torej razum usmerja voljo, s tem da jo seznani z resnico o različnih vrednotah oz. dobrinah, kot jo izkuša vest.
Knjige Ljubezen in odgovornost Wojtlya ni napisal iz akademskih vzgibov, temveč iz potrebe in izkušenj, ki jih je imel z mladimi pari. Čez čas pa je spoznal, da etika, ki jo je zagovarjal, potrebuje trdne antropološke temelje. Postavil jih je v knjigi Delujoča oseba (1969).
Osebo v tem delu razume po meri njenih dejanj, ki jim je učinkujoči vzrok in ki zajemajo vse antropološke razsežnosti subjekta. Bit in s tem oseba ter njena vrednost pa je še vedno predhodna dejanju, zato je oseba od dejanja vedno bistvenejša, pomembnejša. Toda ravno po dejanju se oseba razodeva, izraža. Dejanje ima, kar Wojtyla imenuje, personalistično vrednost, ki se nanaša le na dejanja osebe in ki predstavlja poseben vir védenja o njeni notranji vrednosti.

Svobode ne razume le kot možnost izbire, temveč kot samodeterminacijo, ki je odvisna od volje in značilna za osebe, ki se lastijo. Oseba tako ni nikoli determinirana s strani zunanjih objektov svoje kognicije in hotenja; predvsem jo določa izbira vrednot oz. volja, ki vrednote izbira. O resničnem dobrem teh vrednot pri tem ne moremo izbirati, izbiramo pa lahko o tem, ali jim svobodno sledimo ali ne. Wojtyla pri tem opozarja na pomen resnice, ki voljo sprosti determinizma, tako da lahko izbira med vrednotami različnih objektov:
Oseba postane neodvisna od objektov svojih dejanj v trenutku resnice, ki je zajeta v vsaki pristni izbiri in odločanju.
Predlaga tridimenzionalno strukturo osebe, ki izloča možnost dualizma: somatično, psihično oz. psihološko in duhovno. Vsi trije deli so integrirani, ponotranjeni v enoto delujoče osebe.
V delu Delujoča oseba se med drugim posveti še vprašanju dejanj v medosebnih odnosih, kar imenuje participacija. Participacija je uresničena takrat, ko oseba ravna skupaj z drugimi, usmerjena v skupno dobro v skladu s personalistično vrednostjo.

## Nekateri znani slovenski personalisti
- Edvard Kocbek
- Marjan Rožanc
- Stanko Gogala
- Anton Trstenjak
- Milan Komar
- France Veber
- Branko Cestnik